# O Menino Jesus Salvador do Mundo
O Menino Jesus Salvador do Mundo é um óleo sobre tela da autoria de pintora Josefa de Óbidos. Pintado em 1673 e mede 95 cm de altura e 116,5 cm de largura.
A pintura pertence ao Igreja Matriz de Cascais.